# Liste der Flaggen im Kreis Paderborn
Diese Liste beinhaltet alle in der Wikipedia gelisteten Flaggen im Kreis Paderborn in Nordrhein-Westfalen. Weitere Flaggen von Städten, Gemeinden und Kreisen in Nordrhein-Westfalen sind über die Navigationsleiste am Ende der Seite erreichbar.
| Kreis           | Hissflagge | Banner | Kommentare |
| --------------- | ---------- | ------ | --- |
| Kreis Paderborn |            |        | Genehmigt durch den Regierungspräsidenten in Detmold am 15. Juli 1975: „Der Kreis führt das durch Anlage 1 dargestellte Wappen. Das rote Kreuz im Schildhaupt auf silbernem Grund deutet auf die Zugehörigkeit des Kreises zum früheren Hochstift Paderborn hin. Der blaue Wellenbalken versinnbildlicht den Wasserreichtum des Kreises. Im silbernen Schild erinnert der rote siebenteilige Rautensparren an die Edelherren von Büren.“ […] „Der Kreis führt eine Flagge mit den Farben rot und weiß, sie zeigt den Wappenschild des Kreises Paderborn.“ Laut Veddeler führt der Kreis eine Hissflagge und ein Banner. Die Hissflagge ist von Rot und Weiß in zwei gleichen Bahnen längsgestreift (geteilt) mit dem zum Flaggenstock hin verschobenen Wappen. Das Banner ist von Rot und Weiß in zwei gleichen Bahnen längsgestreift (gespalten) mit dem nach oben verschobenen Wappen. |

## Städte und Gemeinden
| Stadt oder Gemeinde | Hissflagge                         | Banner | Kommentare |
| ------------------- | ---------------------------------- | ------ | --- |
| Altenbeken          |                                    |        | „Der Gemeinde ist mit Urkunde des Regierungspräsidenten Detmold vom 3. Dezember 1976 das Recht zur Führung eines Wappens verliehen worden. Beschreibung des Wappens: In Blau ein goldener (gelber) Viadukt auf 4 Pfeilern Der Gemeinde ist ferner mit Urkunde des Regierungspräsidenten Detmold vom 3. Dezember 1976 das Recht zur Führung einer Flagge als Banner verliehen worden. Beschreibung der Flagge: Von Blau und Gelb längsgestreift mit dem Wappen der Gemeinde im gelben Bannerhaupt“ Auch wenn in der Hauptsatzung keine Hissflagge genannt ist, lässt sich diese doch darstellen. |
| Bad Lippspringe     | laut Hauptsatzung keine Hissflagge |        | Genehmigt 19??: „Die Flagge der Stadt Bad Lippspringe zeigt die Farben rot – weiß längsgestreift und ist mit dem Wappen der Stadt versehen. Das Wappen der Stadt Bad Lippspringe zeigt drei weiße Kreuze im roten Feld.“ (Wappen genehmigt 1914) |
| Bad Wünnenberg      |                                    |        | Genehmigt durch den RP Detmold am 28. Juli 1986: „Beschreibung des Wappens: In rot ein goldenes (gelbes) durchgehendes Kreuz, in den vier Winkeln oben je zwei aufrecht nebeneinandergestellte silberne (weiße) Eichenblätter, unten je zwei aufrecht nebeneinandergestellte silberne (weiße) Ähren. Im silbernen (weißen) Schildfuß ein roter Rautensparren.“ […] (genehmigt durch den RP Detmold am 16. Januar 1976) „Beschreibung der Flagge: Von ROT-WEISS-ROT im Verhältnis 1:3:1 längsgestreift (geteilt) mit dem von der Mitte zum Liek verschobenen Wappenschild der Stadt.“ „Beschreibung des Banners: Von ROT-WEISS-ROT im Verhältnis 1:3:1 längsgestreift (gespalten) mit dem nach oben verschobenen Wappenschild der Stadt.“ |
| Borchen             |                                    |        | Genehmigt durch den RP Detmold am 18. September 1975: „Wappenbeschreibung: In Gold (Gelb) ein blauer schräglinker Wellenbalken, der im oberen Teil mit einem goldenen (gelben) Wellenbalken belegt ist; darüber ein „b“ aus fünf schwarzen und vier silbernen (weißen) Linien im Wechsel, im Schaft oben belegt mit einem schwarzen Kreuz.“ „Flaggenbeschreibung: Flagge als Banner: Von Gelb – Blau – Gelb im Verhältnis 1 : 3 : 1 längsgestreift mit dem Wappenschild der Gemeinde im oberen Drittel. Flagge als Hißflagge: Von Gelb – Blau – Gelb im Verhältnis 1 : 3 : 1 längsgestreift, mit dem Wappenschild der Gemeinde in der Mitte.“                                                                                            |
| Büren               |                                    |        | Genehmigt durch den RP Detmold am 16. Januar 1976: „Flaggenbeschreibung: Banner: Von rot und weiß längsgestreift mit dem Wappenschild der Stadt im rechteckigen Bannerhaupt. Hissflagge: Von rot und weiß längsgestreift mit dem Wappenschild der Stadt im rechteckigen durchgehenden Flaggenhaupt. Wappenbeschreibung: In rot auf einem grünen Dreiberg eine silberne (weiße) Burg mit drei Zinnentürmen; unter dem breiten Mittelturm in einem offenen Torbogen ein silberner (weißer) Schild mit einem roten Rautensparren.“ |
| Delbrück            |                                    |        | Genehmigt durch den RP Detmold am 16. August 1977: „Die Stadt Delbrück führt folgendes Wappen: Silberner Schild im Göpelschnitt geteilt. Im Feld 1 ein blattloser Dornstrauch mit zehn roten Früchten, in Feld 2 ein schwarzer steigender Bracke mit roter Zunge, in Feld 3 ein schwarzes Kreuz.“ „Die Stadt Delbrück führt eine Flagge und ein Banner. Die Flagge ist in fünf gleichbreite Streifen geteilt. Die Farben sind rot/weiß/rot/weiß/rot mit dem Wappen der Stadt in der Mitte. Das Banner ist ebenfalls in fünf gleichbreite Streifen geteilt. Die Farben sind rot/weiß/rot/weiß/rot mit dem Wappen der Stadt zur Stange verschoben.“                                                                                        |
| Hövelhof            | laut Hauptsatzung keine Hissflagge |        | Genehmigt durch den RP Detmold am 16. September 1971: „Wappenbeschreibung: In Grün ein silberner (weißer) Wellenbalken über einem silbernen (weißen) Jagdhorn. Im silbernen (weißen) Schildhaupt ein rotes durchgehendes Kreuz.“ (genehmigt durch den Innenminister NRW am 25. Juni 1962) […] „Bannerbeschreibung: Von Grün und Weiß längsgestreift mit dem Wappen der Gemeinde im oberen Drittel.“ |
| Lichtenau           |                                    |        | Genehmigt durch den RP Detmold am 19. Juli 1976: „Beschreibung des Wappens: In Blau über einem kleeblattförmigen Torbogen, darin eine silberne (weiße) heraldische Lilie, ein breiter silberner (weißer) Turm mit rotem Spitzdach und silbernen (weißen) rotgedeckten Ecktürmchen; beiderseits eine ansteigende silberne (weiße) Zinnmauer, überragt von je einem silbernen (weißen) niedrigeren Zinnenturm.“ „Beschreibung des Banners: Von Blau und Weiß im Verhältnis 1 : 3 : 1 längsgestreift mit dem Wappenschild der Stadt oberhalb der Mitte. Beschreibung der Flagge: Von Blau und Weiß im Verhältnis 1 : 3 : 1 längsgestreift mit dem von der Mitte zur Stange verschobenen Wappenschild der Stadt.“                            |
| Paderborn           |                                    |        | Genehmigt ????: Beschreibung des Wappens: „Unter einem roten Schildhaupt, darin ein durchgehendes goldenes (gelbes) Kreuz, in Rot vier goldene (gelbe) Phähle.“ Beschreibung des Banners: „Das Banner ist rot-gelb gespalten; im weißen Bannerhaupt das Wappen der Stadt. Es wird auch rot-gelb gespalten ohne Wappen gezeigt.“ Beschreibung der Flagge: „Die Flagge zeigt die Farben Rot und Gold in zwei gleich breiten Längsstreifen. Gold kann durch Gelb ersetzt werden.“ |
| Salzkotten          |                                    |        | Genehmigt durch den RP Detmold am 9. Dezember 1976: „Das Stadtwappen zeigt in Rot ein goldenes (gelbes) Dreiblatt.“ „Die Stadt führt eine Flagge. Beschreibung der Hissflagge und des Banners: Von Rot und Gelb längsgestreift mit dem Wappenschild der Stadt im weißen Flaggen- bzw. Bannerhaupt.“ |